# Добре (Сімферопольський район)
До́бре (до 1945 — Маму́т-Султа́н, крим. Mamut Sultan) — село в Україні, у Сімферопольському районі Автономної Республіки Крим. Центр Добрівської сільської ради.
Населення — 3 461 особа.

## Географія
Село Добре розташоване в долині річки Салгир, за 14 км на південний схід від Сімферополя, біля шосе М18 Сімферополь — Алушта — Ялта, за 33 км від узбережжя Чорного моря (Алушта), висота центру села над рівнем моря — 359 м.

## Історія
Поблизу сіл Доброго, Андрусового, Зарічного, Краснопечерного, Лозового, Мраморного, Перевального, Джолман й Чайковського виявлено 20 археологічних пам'яток. Серед них — стоянка пізнього палеоліту, неолітичне поселення, три поселення і 2 могильники таврів, 3 городища, 4 поселення і 3 курганні могильники скіфів, 4 середньовічні поселення.

## Інфраструктура
У Добром понад 60 вулиць і провулків, зареєстровані 15 садових товариств, гаражний кооператив і територія Комплекс будівель і споруд N2, площа, яку займає село — 345,6 гектари, на якій в 795 дворах, за даними сільради на 2009 рік, значилося 3653 жителя, у радянський період в селі знаходилася центральна садиба радгоспу «Перевальний» . У селі діє загальноосвітній заклад «Добрівська школа — гімназія ім. Я. М. Слонімського», дитячий садочок «Волошка». Добре пов'язане тролейбусним сполученням з Сімферополем, Ялтою і Алуштою.